# AO Proodeftikī Neolaia
El Athlītikos Omilos Proodeftikī Neolaia (grec: Αθλητικός Όμιλος Προοδευτική Νεολαία), sovint anomenat Proodeftiki Nikaia, Proodeftiki Pireu o Proodeftiki Neolea, és un club esportiu grec de la ciutat de Níkea.

## Història
El club va ser fundat el dia 11 de gener de 1927. Fins a l'any 2017 el club ha participat 15 cops a la primera divisió grega, les temporades: de 1959 a 1963, de 1964 a 1968, de 1969 a 1971, de 1997 a 2000 i de 2002 a 2004.

## Palmarès
- Segona divisió grega:
  - 1963-64
- Tercera divisió grega:
  - 1989-90
- Quarta divisió grega:
  - 2010-11